# Medalla al Mérito del Instituto Nacional de Cultura
La Medalla al Mérito del Instituto Nacional de Cultura es otorgada por el Presidente de México a los que de una forma u otra han contribuido al enriquecimiento de la cultura en México.
El Instituto Nacional de Cultura es un organismo público descentralizado del sector educación que tiene por finalidad ejecutar actividades y acciones en México en el campo de la cultura, así como normar, supervisar y evaluar la política cultural del país y administrar, proteger y conservar el Patrimonio Cultural de la Nación. 
Es actualmente la directora nacional María Cecilia Bákula Budge. 
- Datos: Q5552056